# Lobarsu
Lobarsu är en klan i Liberia.   Den ligger i regionen Gbarpolu County, i den norra delen av landet, 180 km nordost om huvudstaden Monrovia.